# Figura o stałej szerokości

Trójkąt Reuleaux, czyli część wspólna kół o promieniach d i środkach w wierzchołkach trójkąta równobocznego o boku d

Figura o stałej szerokości równej 6. Punkty A, B, C są wierzchołkami trójkąta o bokach 3,4,5. Figura składa się z łuków kół o środku w A i promieniu 6 (kolor zielony) o środku w punkcie C i promieniach 1 i 5 (kolor czerwony) oraz o środku w punkcie B i promieniach 2 i 4 (kolor niebieski)

Figura o stałej szerokości – figura na płaszczyźnie (ograniczona, domknięta i jednospójna) o tej własności, że proste równoległe przylegające do tej figury z obu stron mają tę samą odległość bez względu na kierunek.
Brzeg figury o stałej szerokości nazywamy krzywą o stałej szerokości.
Najprostszą figurą o stałej szerokości jest koło, jednak figur takich jest dużo więcej. Przykładem figury innej niż koło jest trójkąt Reuleaux. Jego konstrukcja pokazuje, że można zbudować podobną figurę opartą na dowolnym {\displaystyle n}-kącie foremnym o nieparzystej liczbie boków. Nie są to jedyne takie figury. Jedną z figur innego typu pokazuje rysunek (za pomocą łuków kół o środkach w wierzchołkach dowolnego trójkąta możemy skonstruować taką figurę).

## Własności
- Każda figura o stałej szerokości jest wypukła[1].
- Figura o stałej szerokości równej {\displaystyle d} „obraca się bez luzu” w kwadracie o boku {\displaystyle d}[1].
- Spośród wszystkich figur o danej szerokości największe pole ma koło, najmniejsze – trójkąt Reuleaux (twierdzenie Blaschkego-Lebesgue’a)[1].
- Obwód wszystkich figur o tej samej szerokości {\displaystyle d} jest taki sam i równy {\displaystyle \pi \cdot d} (twierdzenie Barbiera)[1].
- Zbiór ograniczony jest figurą o stałej szerokości wtedy i tylko wtedy, gdy dowolne powiększenie tego zbioru zwiększa jego średnicę.